# ANSWER... SHADOW
『ANSWER... SHADOW』（アンサー シャドー）は、三代目 J SOUL BROTHERS from EXILE TRIBEのボーカル、ØMIのEPである。2021年5月12日にCDL entertainment / LDH Recordsから発売された。

## 概要
登坂広臣が新名義「ØMI」で初のCDとなる。2021年2月から先行して、3か月連続配信したデジタル・シングル3曲や、新曲「Give up」など全4曲を収録。初回生産限定盤AとBのDVDにはMUSIC VIDEOを収録。AのDVDには「ANSWER... SHADOW」、BのDVDには「Can You See The Light」のMUSIC VIDEOを収録。同年7月17日、「RSD Drops」として開催される「RECORD STORE DAY 2021」にて限定盤アナログレコードがリリースされた。2022年3月26日、27日開催の「ØMI LIVE TOUR 2022 “ANSWER…”」東京公演にて、レコード盤が一部デザインを変更して会場限定で再販売。
2020年1月にリリースをした『Who Are You?』が光の強い世界観を表現していたのに対して、本作ではアーティストとして生きていく中での心の葛藤や孤独を“影“として表現したコンセプチュアルな作品。今回の作品から新たな世界観の象徴として、月の女神であるアルテミスの像をモチーフに掲げた。アルテミス像は本作のジャケット写真やコンセプトビジュアルにも登場している。
オリコンでは4曲以下で収録されたものをシングルと定義しているため、シングルチャートで集計された。

## 収録曲

### CD
1. ANSWER... SHADOW (3:21)
  - 作詞：ØMI, ZERO(YVES&ADAMS), SUNNY BOY、作曲：ZERO(YVES&ADAMS)

NIB長崎国際テレビ「AIR」5月度番組エンディング「Catch UP!」[8]
2. Can You See The Light (3:17) 
  - 作詞：JUN、作曲：UTA

読売テレビ「ダウンタウンDX」5-6月エンディングテーマ[9]
3. Give up (3:09) 
  - 作詞：SUNNY BOY、作曲：Funk Uchino, Daniel Kim, Jhen
4. Colorblind (3:20) 
  - 作詞：SUNNY BOY, Bon Bon、作曲：Daniel Kim, Polar

長崎文化放送「スポ魂★ながさき」4月度・5月度エンディング[10]
HIP HOPビートを取り入れたミディアムバラード。ØMIによるラップパートもある[11]
5. ANSWER... SHADOW (Instrumental)
6. Can You See The Light (Instrumental)
7. Give up (Instrumental)
8. Colorblind (Instrumental)

### DVD（MUSIC VIDEO）

#### 初回生産限定盤A
1. ANSWER... SHADOW

#### 初回生産限定盤B
1. Can You See The Light

### アナログ盤

#### Side A
1. ANSWER... SHADOW
2. Can You See The Light
3. Colorblind

#### Side B
1. Give up
2. Give up (FIXL Remix)